# تانیا ملت
تانیا مَلِت (به انگلیسی: Tania Mallet) (زادهٔ ۱۹ مهٔ ۱۹۴۱ – درگذشته ۳۰ مارس ۲۰۱۹) هنرپیشه سینما و مدل اهل بریتانیا بود.

## بخشی از فیلم‌شناسی
از فیلم‌ها یا برنامه‌های تلویزیونی که وی در آن نقش داشته‌است می‌توان به آثار زیر اشاره کرد.
- از روسیه با عشق (فیلم) (۱۹۶۳)
- پنجه‌طلایی (۱۹۶۴)